# Haplomelitta ogilviei
Haplomelitta ogilviei là một loài ong trong họ Melittidae. Loài này được Cockerell miêu tả khoa học đầu tiên năm 1932.